# Méthode quantique semi-empirique
 (décembre 2016).
Améliorez-le ou discutez des points à vérifier. 
 Les méthodes semi-empiriques sont des techniques de résolution de l'équation de Schrödinger de systèmes à plusieurs électrons. Contrairement aux méthodes ab initio, les méthodes semi-empiriques utilisent des données ajustées sur des résultats expérimentaux afin de simplifier les calculs.

## Introduction
La longueur et la difficulté des calculs est en grande partie due aux intégrales biélectroniques qui apparaissent au cours du processus de résolution. Celles-ci ont pour forme : 
{\displaystyle \int \int \chi _{p}(r_{1})\chi _{q}(r_{1})~{\frac {1}{r_{12}}}~\chi _{r}(r_{2})\chi _{s}(r_{2})~d\tau _{1}d\tau _{2}}
Elles sont généralement écrites sous une forme simplifiée
{\displaystyle {\big (}pq|rs)}
Le nombre de ces intégrales évolue en {\displaystyle {\frac {n^{4}}{8}}}, {\displaystyle n} étant le nombre de fonctions de base.

## Caractéristiques
Les différentes méthodes semi-empiriques vont se différencier suivant le type d'approximation utilisée. Il existe cependant plusieurs points communs entre toutes ces méthodes.
- Seuls les électrons de valence sont traités de manière explicite dans les calculs (cette approximation se base sur le fait que ce sont les électrons de valence qui interviennent dans les liaisons chimiques et définissent donc les propriétés du système.
- Un grand nombre d'intégrales biélectroniques sont négligées (celles à 3 et 4 centres dont la valeur est souvent voisine de zéro)
- Les intégrales restantes sont remplacées par des paramètres empiriques

Concernant ce dernier point, il est à signaler que cette paramétrisation se fait à 2 niveaux : 
- Les intégrales biélectroniques à 1 centre sont extraites de spectres atomiques expérimentaux
- Les autres sont paramétrées de manière à reproduire au mieux des données expérimentales obtenues sur un grand nombre de systèmes

## Méthodes semi-empiriques
Les principales méthodes semi-empiriques sont les suivantes : 
- Complete Neglect of Differential Overlap : CNDO
- Intermediate Neglect of Differential Overlap :  INDO/MINDO
- Neglect of Diatomic Differential Overlap : NDDO/MNDO, AM1, PM3 (en)